# Zimski luk
Zimski luk (zimski crvenac, proljetni luk, naduti luk, Velški luk, lat. Allium fistulosum), višegodišnja biljka porijeklom iz Sibira, pripada rodu lukova, porodica zvanikovki. Latinsko ime vrste fistulosum znači „šuplji“ a odnosi se na njegove šuplje listove, koji podsjećaju na listove mladog luka, pa se i uzgaja za „mladi luk“.
Biljka se brzo širi i otporna je na niske temperature, do –25 stupnjeva. Uzgaja se i u Hrvatskoj. 

## Sinonimi
- Allium bouddae Debeaux
- Allium fistulosum var. caespitosum Makino
- Allium fistulosum var. giganteum Makino
- Allium kashgaricum Prokh.
- Cepa fissilis Garsault
- Cepa fistulosa (L.) Gray
- Cepa ventricosa Moench
- Kepa fistulosa (L.) Raf.
- Porrum fistulosum (L.) Schur